# Don MacLean
Donald James MacLean, detto Don (Palo Alto, 16 gennaio 1970), è un ex cestista statunitense, professionista nella NBA.

## Carriera
È stato selezionato dai Detroit Pistons al primo giro del Draft NBA 1992 (19ª scelta assoluta).

## Statistiche

### College
| Anno      | Squadra     | PG  | PT  | MP   | TC%  | 3P%  | TL%  | RP  | AP  | PRP | SP  | PP   |
| --------- | ----------- | --- | --- | ---- | ---- | ---- | ---- | --- | --- | --- | --- | ---- |
| 1988-1989 | UCLA Bruins | 31  | 31  | 32,2 | 55,5 | 33,3 | 81,6 | 7,5 | 1,2 | 0,5 | 0,2 | 18,6 |
| 1989-1990 | UCLA Bruins | 33  | 33  | 33,7 | 51,6 | 50,0 | 84,8 | 8,7 | 1,1 | 0,5 | 0,5 | 19,9 |
| 1990-1991 | UCLA Bruins | 31  | 31  | 32,5 | 55,1 | 23,1 | 84,6 | 7,3 | 2,0 | 0,5 | 0,3 | 23,0 |
| 1991-1992 | UCLA Bruins | 32  | 32  | 32,3 | 50,4 | 35,3 | 92,1 | 7,8 | 2,1 | 0,5 | 0,2 | 20,7 |
| Carriera  | Carriera    | 127 | 127 | 32,7 | 53,1 | 31,4 | 86,0 | 7,8 | 1,6 | 0,5 | 0,3 | 20,5 |

### NBA

#### Regular Season
| Anno      | Squadra            | PG  | PT  | MP   | TC%  | 3P%  | TL%  | RP  | AP  | PRP | SP  | PP   |
| --------- | ------------------ | --- | --- | ---- | ---- | ---- | ---- | --- | --- | --- | --- | ---- |
| 1992-1993 | Washington Bullets | 62  | 4   | 10,9 | 43,5 | 50,0 | 81,1 | 2,0 | 0,6 | 0,2 | 0,1 | 6,6  |
| 1993-1994 | Washington Bullets | 75  | 69  | 33,2 | 50,2 | 14,3 | 82,4 | 6,2 | 2,1 | 0,6 | 0,3 | 18,2 |
| 1994-1995 | Washington Bullets | 39  | 20  | 27,0 | 43,8 | 25,0 | 76,5 | 4,2 | 1,3 | 0,4 | 0,1 | 11,0 |
| 1995-1996 | Denver Nuggets     | 56  | 5   | 19,8 | 42,6 | 28,6 | 73,2 | 3,7 | 1,6 | 0,4 | 0,1 | 11,2 |
| 1996-1997 | Philadelphia 76ers | 37  | 2   | 19,8 | 44,7 | 31,6 | 66,0 | 3,8 | 1,0 | 0,3 | 0,3 | 10,9 |
| 1997-1998 | N.J. Nets          | 9   | 0   | 4,7  | 10,0 | 50,0 | -    | 0,6 | 0,0 | 0,0 | 0,0 | 0,3  |
| 1998-1999 | Seattle S.Sonics   | 17  | 10  | 21,5 | 39,6 | 27,3 | 62,5 | 3,8 | 0,9 | 0,3 | 0,3 | 10,9 |
| 1999-2000 | Phoenix Suns       | 16  | 0   | 8,9  | 36,7 | 33,3 | 66,7 | 1,4 | 0,5 | 0,1 | 0,1 | 2,6  |
| 2000-2001 | Miami Heat         | 8   | 1   | 9,5  | 50,0 | 100  | 75,0 | 2,3 | 0,5 | 0,6 | 0,1 | 3,9  |
| Carriera  | Carriera           | 319 | 111 | 20,9 | 45,5 | 28,4 | 76,5 | 3,8 | 1,3 | 0,4 | 0,2 | 10,9 |

## Palmarès
- McDonald's All-American Game (1988)
- NCAA AP All-America Second Team (1992)
- NBA Most Improved Player (1994)